# اندازه گیری ید
اندازه‌گیری ید که به عنوان تیتراسیون یدومتری شناخته می‌شود، یک راه تجزیه و تحلیل شیمیایی حجمی است، یک تیتراسیون ردوکس که در آن ظاهر یا ناپدید شدن ید اولیه وید نقطه هم‌ارزی یا پایانی را نشان می‌دهد.
توجه داشته باشید که اندازه‌گیری ید شامل تیتراسیون غیرمستقیم ید آزاد شده در اثر واکنش با آنالیت است، در حالی که اندازه‌گیری ید شامل تیتراسیون مستقیم با استفاده از ید به عنوان تیتر کننده است.
تیتراسیون ردوکس با استفاده از تیوسولفات سدیم ،Na
2S
2O
3 (معمولاً) به عنوان یک عامل کاهنده به عنوان تیتراسیون اندازه‌گیری ید شناخته می‌شود زیرا به‌طور خاص برای تیتراسیون ید استفاده می‌شود. تیتراسیون اندازه‌گیری ید یک روش کلی برای تعیین غلظت یک عامل اکسید کننده در محلول است. در تیتراسیون اندازه‌گیری ید، از محلول نشاسته به عنوان شاخص استفاده می‌شود زیرا می‌تواند آن را جذب کندI
2 که منتشر شد. این جذب باعث تغییر رنگ محلول از آبی تیره به زرد روشن در هنگام تیتراسیون با محلول تیوسولفات استاندارد می‌شود. این نشان دهنده نقطه هم‌ارزی یا پایان تیتراسیون است. اندازه‌گیری ید معمولاً برای تجزیه و تحلیل غلظت عوامل اکسید کننده در نمونه‌های آب، مانند اشباع اکسیژن در مطالعات اکولوژیکی یا کلر فعال در تجزیه و تحلیل آب استخرها استفاده می‌شود.

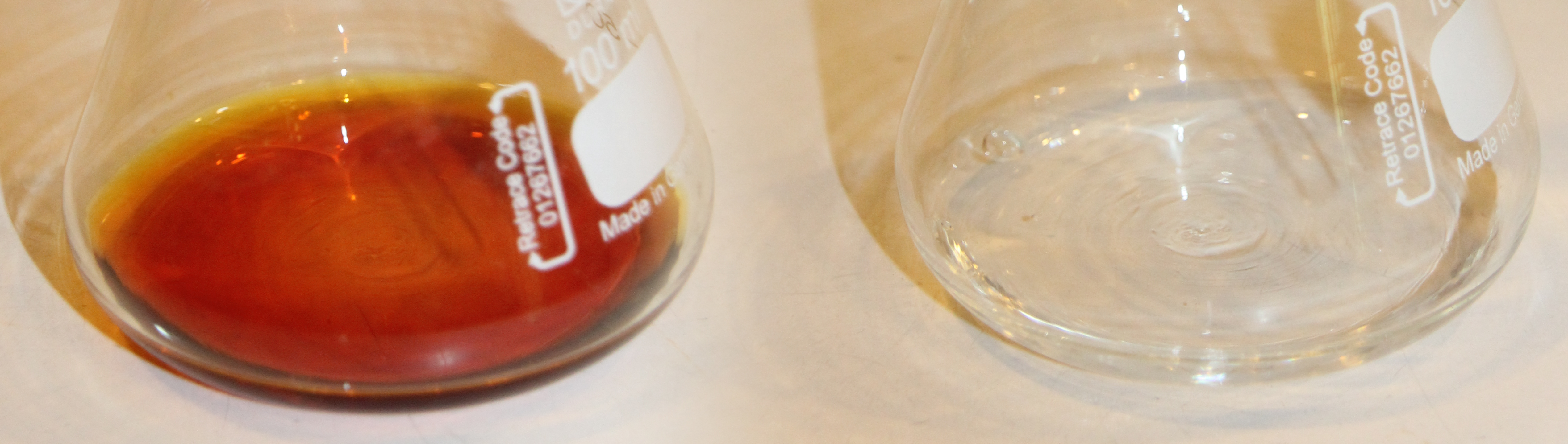
رنگ مخلوط تیتراسیون اندازه‌گیری یدک قبل از (چپ) و بعد از (راست) نقطه هم‌ارزی یا پایانی

## اصول اساسی

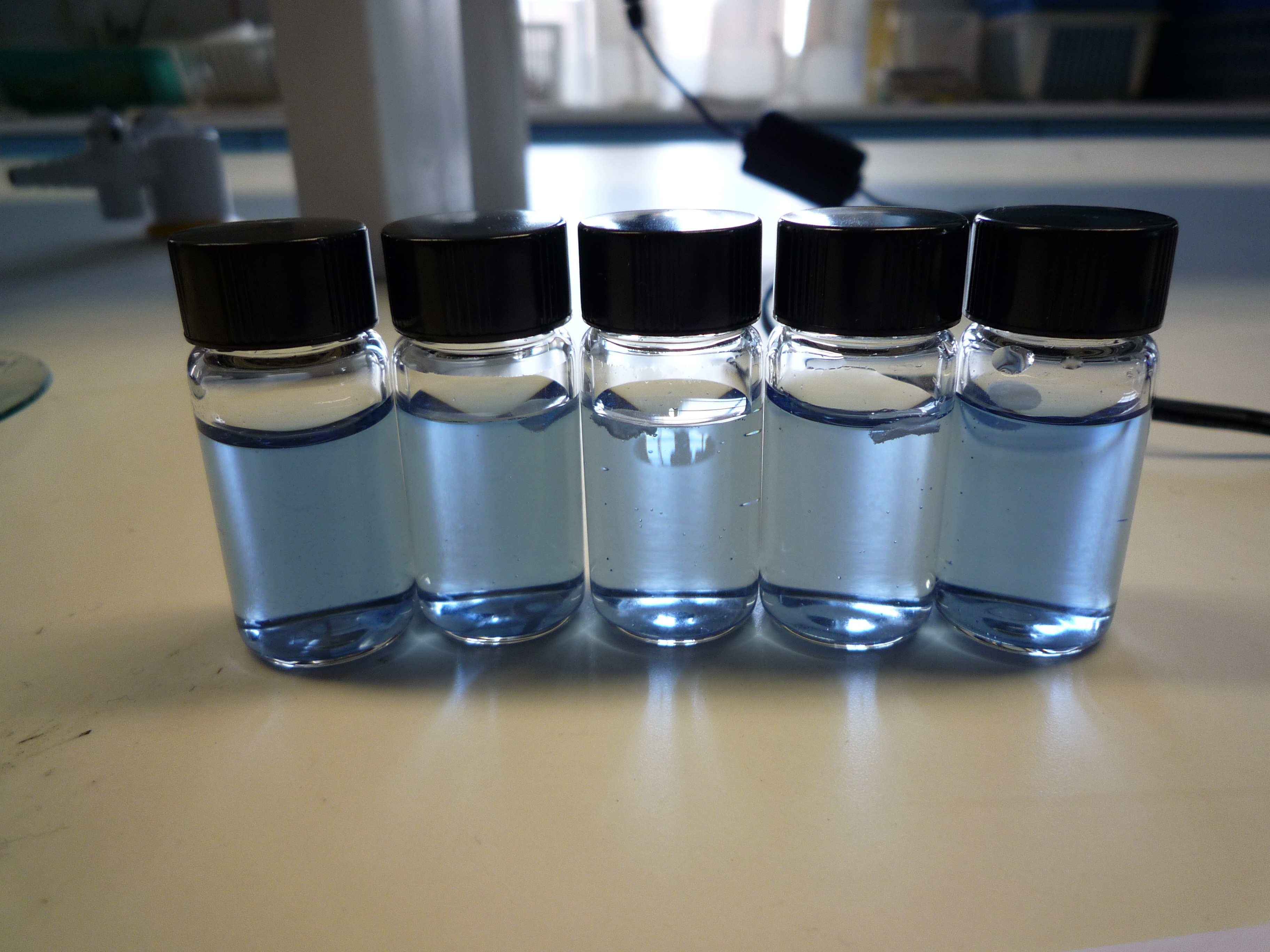
محلولهای رقیق حاوی کمپلکس ید-نشاسته. استفاده از نشاسته به عنوان نشانگر می‌تواند به ایجاد تغییر رنگ واضح تر در نقطه هم‌ارزی یا پایانی (آبی تیره تا بی‌رنگ) کمک کند. رنگ بالا درست قبل از رسیدن به نقطه هم‌ارزی یا پایانی قابل مشاهده است.

به حجم مشخصی از نمونه، مقدار اضافی اما شناخته شده I- اضافه می‌شود که عامل اکسید کننده سپس به I2 اکسید می‌شود. I 2 در محلول حاوی یدید حل می‌شود و یون‌های تری یدید (I 3 -) را ایجاد می‌کند که رنگ قهوه ای تیره دارند. سپس محلول یون تری یدید در برابر محلول تیوسولفات استاندارد تیتر می‌شود تا دوباره با استفاده از نشانگر نشاسته یدید بدهد:
I–
3 + 2 e–
  ⇌  3 I–
 (E0 = +0.54 V)
همراه با پتانسیل کاهش تیوسولفات:
S
4O2–
6 + 2 e–
  ⇌  2 S
2O2–
3 (E0 = +0.08 V)
واکنش کلی بدین صورت است:
I–
3 + 2 S
2O2–
3  →  S
4O2–
6 + 3 I–
 (Ereaction = +0.46 V)
برای سادگی، معادلات معمولاً بر حسب ید مولکولی آبی به جای یون تری یدید نوشته می‌شوند، زیرا یون یدید از نظر تحلیل نسبت مول در واکنش شرکت نکرد. ناپدید شدن رنگ آبی تیره به دلیل تجزیه ید-نشاسته کلاترات، نقطه هم‌ارزی یا پایان را نشان می‌دهد.
عامل احیا کننده مورد استفاده لزوماً نیازی به تیوسولفات نیست. نمک‌های کلرید قلع، سولفیت‌ها، سولفیدها، آرسنیک (III) و نمک‌های آنتیموان (III) معمولاً جایگزین‌های در پی هاش بالای ۸ هستند.
در پی هاش پایین، واکنش زیر ممکن است با تیوسولفات رخ دهد:
S
2O2–
3 + 2 H+
  →  SO
2 + S + H
2O
برخی از واکنش‌های شامل احیاکننده‌های خاص در پی هاش خاصی برگشت‌پذیر هستند، بنابراین پی هاش حل شده نمونه باید قبل از انجام آنالیز به دقت تنظیم شود. به عنوان مثال، واکنش:
H
3AsO
3 + I
2 + H
2O  →  H
3AsO
4 + 2 H+
 + 2 I–

در پی هاش زیر ۴ برگشت‌پذیر است.
فراریت ید همچنین منبع خطای تیتراسیون است، این امر می‌تواند به‌طور مؤثر با اطمینان از وجود یدید اضافی و خنک کردن مخلوط تیتراسیون جلوگیری شود. یون‌های نور قوی، نیتریت و مس تبدیل یدید به ید را کاتالیز می‌کنند، بنابراین باید قبل از افزودن یدید به نمونه، آنها را حذف کرد.
IO–
3 + 8 I–
 + 6 H+
  →  3 I–
3 + 3 H
2O
ید موجود در حلال‌های آلی مانند دی اتیل اتر و تتراکلرید کربن ممکن است در مقابل تیوسولفات سدیم حل شده در استون تیتر شود.

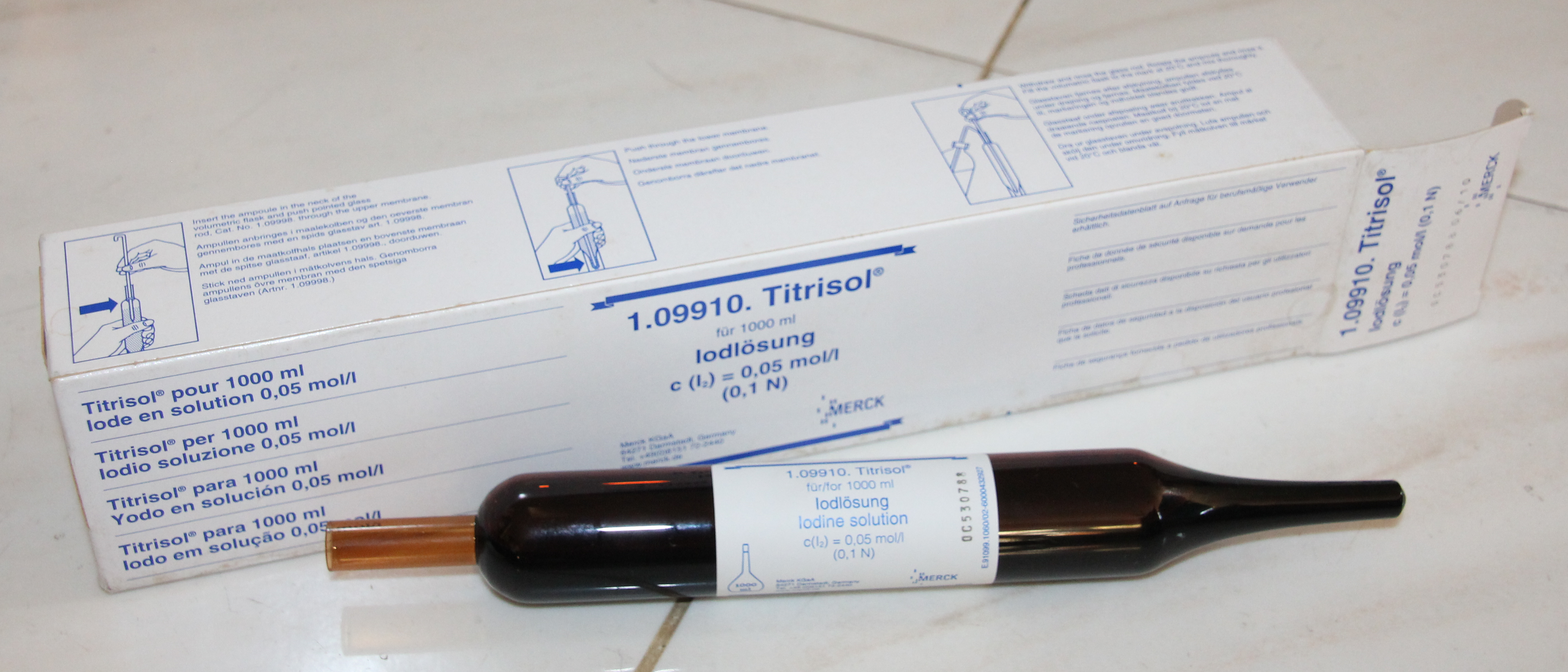
حل شده استاندارد ید، در یک آمپول برای آنالیز اندازه‌گیری یدک مهر و موم شده‌است.

## کاربرد
اندازه‌گیری ید در انواع مختلف آن در تجزیه و تحلیل حجمی یا تیتراسیون بسیار مفید است. به عنوان مثال می‌توان به تعیین مس (II)، کلرات، پراکسید هیدروژن و اکسیژن حل شده اشاره کرد:
2 Cu2+ + 4 I–
  →  2 CuI + I
2
6 H+
 + ClO–
3 + 6 I–
  →  3 I
2 + Cl–
 + 3 H
2O
2 H+
 + H
2O
2 + 2 I–
  →  I
2 + 2 H
2O
2 H
2O + 4 Mn(OH)
2 + O
2  →  4 Mn(OH)
3
2 Mn3+ + 2 I–
  →  I
2 + 2 Mn2+
کلر موجود به کلری گفته می‌شود که توسط اسیدهای رقیق بر روی هیپوکلریت آزاد می‌شود. اندازه‌گیری ید معمولاً برای تعیین مقدار فعال هیپوکلریت موجود در سفید کننده مسئول عمل سفید کننده استفاده می‌شود. در این روش مقدار اضافی اما معلوم یدید به حجم معلوم نمونه اضافه می‌شود که در آن فقط ماده فعال (الکتروفیل) می‌تواند یدید را به ید اکسید کند. محتوای ید و در نتیجه کلر فعال را می‌توان با اندازه‌گیری ید تعیین کرد.
تعیین ترکیبات آرسنیک (V) برعکس استانداردسازی حل شده ید با آرسنیت سدیم است که در آن مقدار مشخص و اضافی یدید به نمونه اضافه می‌شود:
As
2O
5 + 4 H+
 + 4 I–
  ⇌  As
2O
3 + 2 I
2 + 2 H
2O
برای تجزیه و تحلیل ترکیبات آنتیموان (V)، مقداری اسید تارتاریک برای حل شدن محصول آنتیموان (III) اضافه می‌شود.

### تعیین هیدروژن سولفیت‌ها و سولفیت‌ها
سولفیت‌ها و هیدروژن سولفیت‌ها ید را به راحتی در محیط اسیدی به یدید کاهش می‌دهند؛ بنابراین هنگامی که مقدار رقیق شده اما بیش از حد محلول استاندارد ید به حجم مشخص نمونه اضافه می‌شود، اسید سولفوره و سولفیت‌های موجود ید را به‌طور کمی کاهش می‌دهند:
SO2–
3 + I
2 + H
2O  →  SO2–
4 + 2 H+
 + 2 I–

HSO–
3 + I
2 + H
2O  →  SO2–
4 + 3 H+
 + 2 I–

(این برنامه برای تیتراسیون اندازه‌گیری ید استفاده می‌شود زیرا در اینجا ید مستقیماً استفاده می‌شود)

### تعیین سولفیدها و سولفیدهای هیدروژن
اگرچه محتوای سولفید در نمونه را می‌توان به‌طور مستقیم همان‌طور که برای سولفیت‌ها توضیح داد تعیین کرد، نتایج اغلب ضعیف و نادرست هستند. یک روش بهتر و جایگزین با دقت بالاتر در دسترس است، که شامل اضافه کردن حجم اضافی اما شناخته شده محلول استاندارد آرسنیت سدیم به نمونه است که طی آن تری سولفید آرسنیک رسوب می‌کند:
As
2O
3 + 3 H
2S  →  As
2S
3 + 3 H
2O
سپس تری‌اکسید آرسنیک اضافی با تیتراسیون در برابر محلول استاندارد ید با استفاده از نشانگر نشاسته تعیین می‌شود. توجه داشته باشید که برای بهترین نتیجه، حل شده سولفید باید با غلظت سولفید بیشتر از ۰٫۰۱ رقیق شود. م.

### تعیین هگزاسیانوفرات (III)
هنگامی که یدید به حل شده هگزاسیانوفرات (III) اضافه می‌شود، تعادل زیر وجود دارد:
2 [Fe(CN)
6]3– + 2 I–
  ⇌  2 [Fe(CN)
6]4– + I
2
در حل شده شدیداً اسیدی، تعادل فوق در سمت راست قرار دارد، اما در محلول تقریباً خنثی معکوس می‌شود. این امر تجزیه و تحلیل هگزاسیانوفرات (III) را مشکل ساز می‌کند زیرا یدید و تیوسولفات در محیط بسیار اسیدی تجزیه می‌شوند. برای تکمیل واکنش، می‌توان مقدار اضافی نمک روی را به مخلوط واکنش حاوی یون‌های پتاسیم اضافه کرد که یون هگزاسیانوفرات (II) را به صورت کمی رسوب می‌کند:
2 [Fe(CN)
6]3– + 2 I–
 + 2 K+
 + 2 Zn2+  →  2 KZn[Fe(CN)
6]–
 + I
2
بارش در محیط کمی اسیدی رخ می‌دهد، بنابراین از مشکل تجزیه یدید و تیوسولفات در محیط قوی اسیدی جلوگیری می‌شود و هگزاسیانوفرات (III) را می‌توان با اندازه‌گیری ید به‌طور معمول تعیین کرد.